# Райтвуд (Каліфорнія)
Райтвуд (англ. Wrightwood) — переписна місцевість (CDP) в США, в окрузі Сан-Бернардіно штату Каліфорнія. Населення — 4720 осіб (2020).

## Географія
Райтвуд розташований за координатами 34°20′46″ пн. ш. 117°37′39″ зх. д. / 34.34611° пн. ш. 117.62750° зх. д. (34.345976, -117.627620).  За даними Бюро перепису населення США в 2010 році переписна місцевість мала площу 15,36 км², з яких 15,35 км² — суходіл та 0,01 км² — водойми.

### Клімат
| Клімат : Райтвуд                      | Клімат : Райтвуд | Клімат : Райтвуд | Клімат : Райтвуд | Клімат : Райтвуд | Клімат : Райтвуд | Клімат : Райтвуд | Клімат : Райтвуд | Клімат : Райтвуд | Клімат : Райтвуд | Клімат : Райтвуд | Клімат : Райтвуд | Клімат : Райтвуд | Клімат : Райтвуд |
| Показник                              | Січ.             | Лют.             | Бер.             | Квіт.            | Трав.            | Черв.            | Лип.             | Серп.            | Вер.             | Жовт.            | Лист.            | Груд.            | Рік              |
| Середній максимум, °C                 | 5,9              | 8,7              | 10,7             | 15,6             | 20,6             | 23,7             | 28,4             | 27,0             | 23,3             | 17,6             | 12,0             | 8,5              | 17,2             |
| Середній мінімум, °C                  | −3,4             | −4,1             | −2               | 0,5              | 4,7              | 7,3              | 11,3             | 10,5             | 8,1              | 2,4              | −1,6             | −4,2             | 2,4              |
| Норма опадів, мм                      | 111              | 127              | 74               | 25               | 18               | 2                | 13               | 12               | 10               | 34               | 41               | 108              | 574              |
| Днів з опадами                        | 5,5              | 8,6              | 4,8              | 4,4              | 1,8              | 0,5              | 1,5              | 1,7              | 1,5              | 2,9              | 3,2              | 5,0              | 41,4             |
| ------------------------------------- | ---------------- | ---------------- | ---------------- | ---------------- | ---------------- | ---------------- | ---------------- | ---------------- | ---------------- | ---------------- | ---------------- | ---------------- | ---------------- |
| Джерело: NOAA (extremes 1911–present) |                  |                  |                  |                  |                  |                  |                  |                  |                  |                  |                  |                  |                  |

## Демографія
Згідно з переписом 2010 року, у переписній місцевості мешкало 4525 осіб у 1857 домогосподарствах у складі 1268 родин. Густота населення становила 295 осіб/км².  Було 2686 помешкань (175/км²).
Расовий склад населення:
| - 91,2 % — білих - 1,1 % — азіатів - 0,8 % — чорних або афроамериканців - 0,6 % — корінних американців - 0,2 % — вихідців з тихоокеанських островів - 2,5 % — осіб інших рас |

До двох чи більше рас належало 3,6 %. Частка іспаномовних становила 11,9 % від усіх жителів.
За віковим діапазоном населення розподілялося таким чином: 23,1 % — особи молодші 18 років, 63,4 % — особи у віці 18—64 років, 13,5 % — особи у віці 65 років та старші. Медіана віку мешканця становила 44,3 року. На 100 осіб жіночої статі у переписній місцевості припадало 105,5 чоловіків;  на 100 жінок у віці від 18 років та старших — 103,8 чоловіків також старших 18 років.
Середній дохід на одне домашнє господарство  становив 70 733 долари США (медіана — 55 714), а середній дохід на одну сім'ю — 77 306 доларів (медіана — 55 747). Медіана доходів становила 65 045 доларів для чоловіків та 43 058 доларів для жінок. За межею бідності перебувало 11,6 % осіб, у тому числі 11,6 % дітей у віці до 18 років та 16,6 % осіб у віці 65 років та старших.
Цивільне працевлаштоване населення становило 1974 особи. Основні галузі зайнятості: освіта, охорона здоров'я та соціальна допомога — 29,0 %, роздрібна торгівля — 14,5 %, мистецтво, розваги та відпочинок — 10,0 %, виробництво — 9,7 %.